# Tunelul de bază Brenner

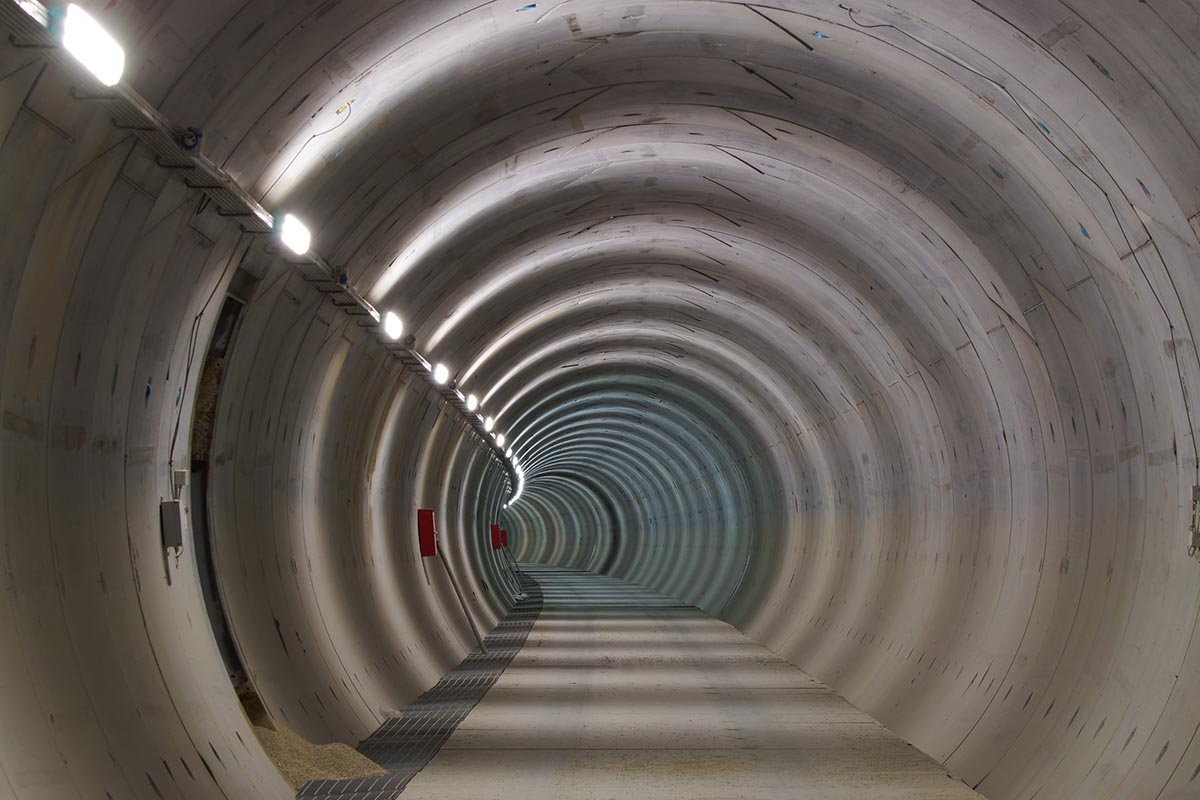

Tunelul de bază Brenner este un tunel de bază de cale ferată în proces de construcție, lung de 55 km, care trece sub Pasul Brenner din Alpii Răsăriteni. Acesta va uni Innsbruck Hauptbahnhof în Austria cu Franzensfeste (Fortezza) în Italia, înlocuind o parte din actuala cale ferată Brenner. Linia face parte din axa Berlin-Palermo a rețelei trans-europene de transport (TEN-T).
Pasul Brenner de la granița dintre Austria și Italia în Alpi este una dintre cele mai importante conexiuni de trafic între nordul și sudul Europei, iar autostrada care trece deasupra acestuia este renumită pentru ambuteiajele sale frecvente. Poluarea produsă de acest trafic reprezintă o preocupare majoră.
Obiectivul principal este de a ameliora situația îmbunătățind legăturile feroviare dintre Tirolul de Nord și Tirolul de Sud cu ajutorul acestui nou tunel care va permite trenurilor să parcurgă Alpii mult mai rapid. În prezent viteza în zona Brenner depășește cu greu 70 km/h din cauză că traseele existente sunt abrupte, ele trecând prin pas la înălțimi destul de înalte.
Proiectul este finanțat de către Austria și Italia, cu o contribuție adițională din partea Uniunii Europene. Din cauza magnitudinii proiectului fondurile promise până acum nu sunt suficiente pentru a acoperi costurile estimate. Darea în folosință a tunelului este preconizată pentru anul 2032.
Timpul unei călătorii de la Innsbruck până la Bolzano va fi redus atunci de la 2 ore la 50 de minute.

## Premise
Traficul de mărfuri și pasageri prin munții Alpi a crescut considerabil în ultimii ani și conform tendinței va continua să crească și în continuare. Austria este o țară-cheie pentru fluxul de mărfuri între nordul și sudul Europei, dar și între estul și vestul continentului. Regiunea Brenner este foarte sensibilă din punct de vedere politic în ceea ce privește problemele legate de transportul local și transfrontalier. Între 1979 și 1999 transportul rutier de mărfuri s-a multiplicat de 7 ori (de la 3 milioane la 22 milioane de tone). În 1990, 70% din mărfurile aduse din estul Europei erau transportate cu trenul, și restul - cu autocamionul. Se anticipa ca aceste proporții să se inverseze până în 2010. Aproximativ 3/4 din traficul prin Pasul Brenner are loc în prezent pe cale rutieră. Localnicii pledează demult împotriva poluării asociate cu acesta. Potrivit adepților acestui nou proiect construcția unui tunel feroviar este necesară pentru a transfera o parte din traficul de mărfuri înapoi pe calea ferată.
Linia de cale ferată de la Innsbruck spre Bolzano a fost construită între 1860 și 1867. Operațiunile feroviare sunt complicate de curbele cu raza mică și de pantele cu înclinații de până la 2,5%. Pe de altă parte, în urma îmbunătățirilor efectuate asupra părții italiene a liniei actuale (finisate în 2008) un număr de 240 de trenuri pe zi pot traversa teoretic distanța. Pantele, însă, nu au fost modificate semnificativ.
Noul tronson de cale ferată Brenner va avea o pantă maximă de 1,2%, iar în interiorul tunelului aceasta nu va depăși 0,7%. Astfel, o locomotivă ar putea trage în asemenea condiții minimum o greutate de două ori mai mare.

## Proiectul

### Tunelul principal

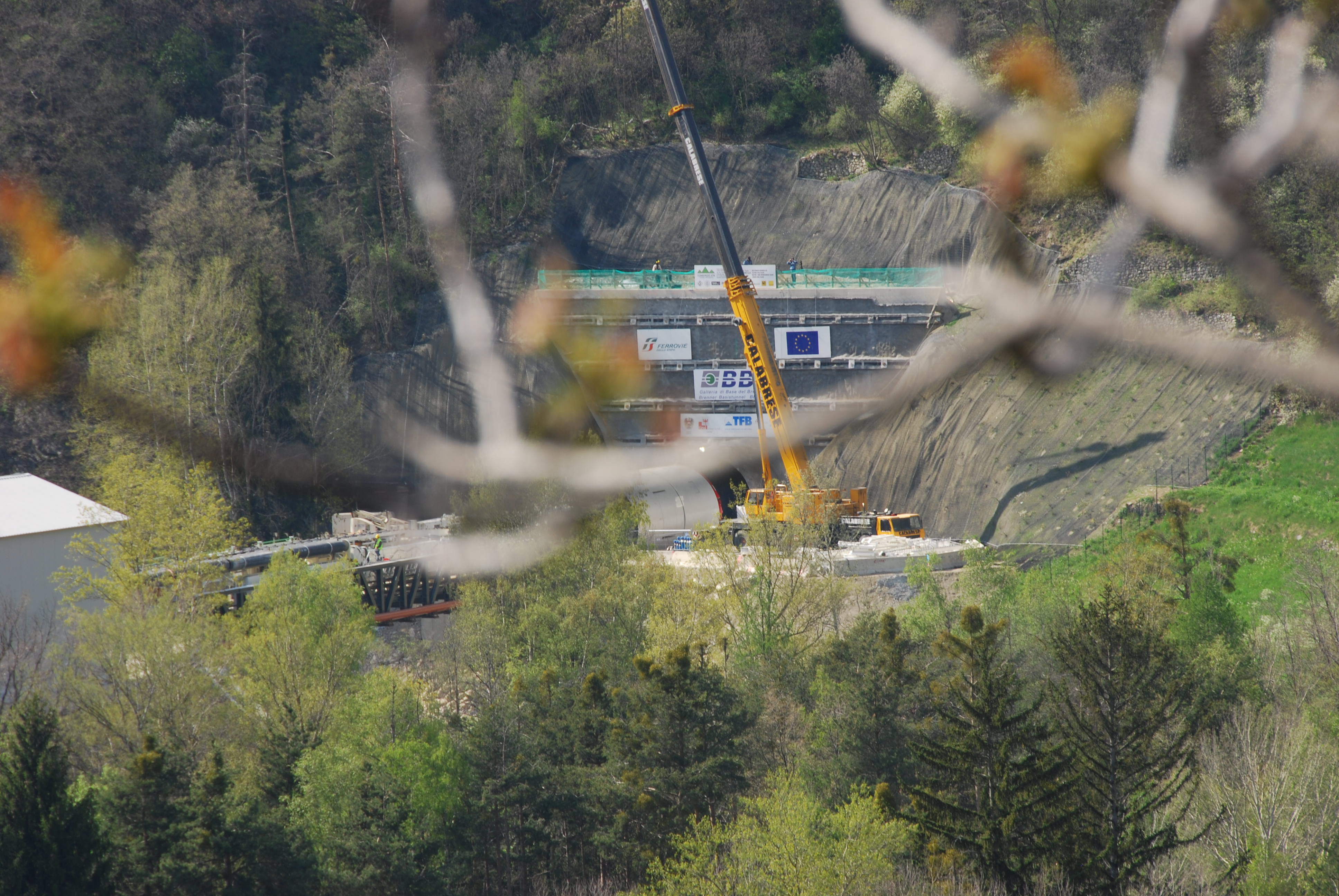
Mașină de forat tuneluri la șantierul de construcție Aicha/Aica în aprilie 2008

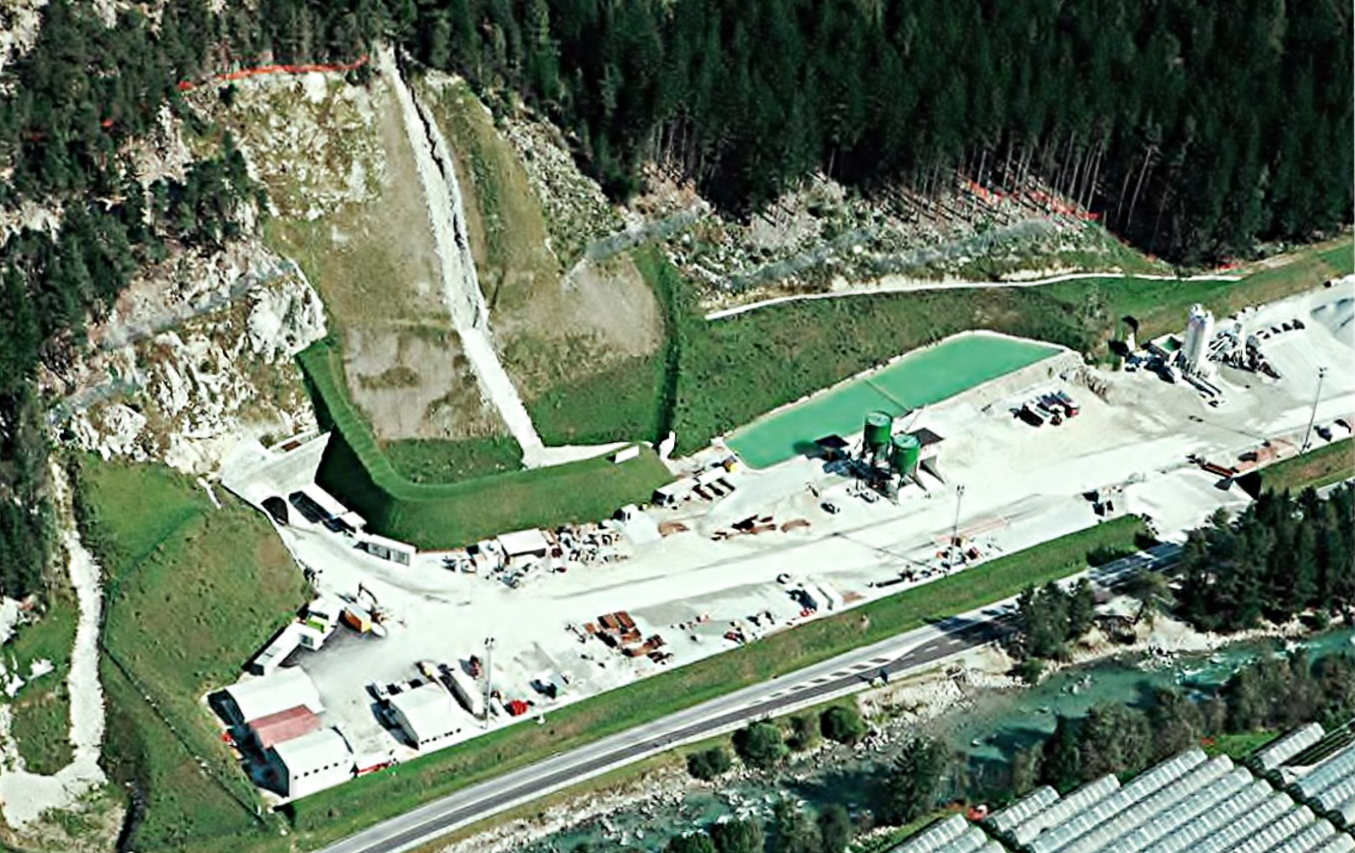
Vedere a șantierului de construcție Mauls/Mules în vara anului 2008

Tunelul, cu o lungime de 55 km și format din două galerii paralele, începe în suburbia orașului Innsbruck, Wilten, și penetreză Alpii, atingând o înălțime de 794 m deasupra nivelului mării. Cel mai adânc punct se află în secțiunea de gnais la sud de frontiera italiană și va ajunge la circa 1600 m sub suprafață. Având în vedere că potrivit celui mai recent plan tunelul va avea două galerii, joncțiunea pregătită în tunelul Inntal pe linia de ocolire Innsbruck nu va fi folosită. În locul acesteia este preconizată o deviere costisitoare cu mai multe ramificații.
Se estimează că în jur de 11,1 milioane m³ de pământ vor fi excavați pentru construcția tunelului, dintre care 6,8 milioane m³ în Austria, întrucât 60% din tunel va fi plasat la nord de frontieră. Circa 6 milioane m³ vor fi folosiți pentru nivelarea liniilor de acces, 2,35 milioane m³ ca agregate pentru beton și 2,75 milioane m³ pentru rambleurile liniilor și restabilirea vegetației în zonele afectate. Tunelurile principale vor avea o secțiune transversală circulară cu diametrul de 9,6 m.
Conform planurilor curente apexul tunelului va fi amplasat la frontiera dintre cele două țări, la o altitudine de aproximativ 790 m, chiar dacă un apex mai la sud ar fi fost la o altitudine mai joasă. Poziția apexului la graniță este stipulată în tratatul dintre Austria și Italia. Argumentul principal pentru această alegere este că apa austriacă va curge prin tunel spre Austria, iar cea italiană spre Italia. Secția austriacă a tunelului va avea o pantă de 0,74%, iar cea italiană de 0,5%.

### Accesul nordic

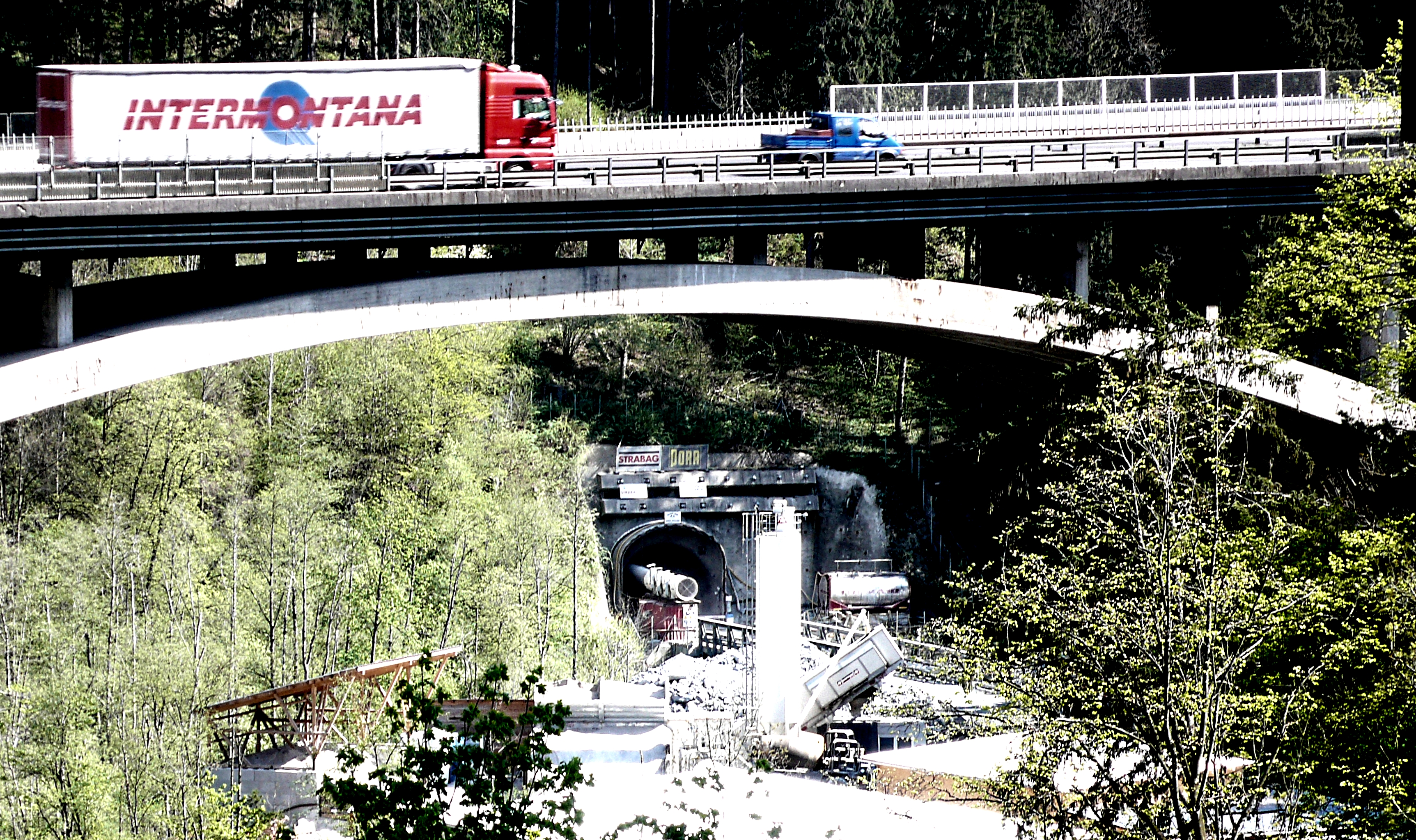
Șantierul de construcție BBT pe râul Sill văzut de pe Bergisel în aprilie 2011

La capătul său nordic tunelul de bază are două intrări care trebuie să treacă câțiva kilometri sub pământ pentru a se uni cu tunelurile principale. Ele vor fi construite ca parte componentă a tunelului de bază. Un tronson de acces vine dinspre stația principală Innsbruck de la poalele dealului Bergisel, pe când cealaltă se unește cu linia de ocolire Innsbruck. Aceasta din urmă mărește lungimea tunelului cu 8 km; cu ea inclusă tunelul de bază Brenner ar avea 64 km lungime și ar deveni cel mai lung tunel de cale ferată din lume. Pe de altă parte, dacă am considera extensia Axentunnel ca parte componentă a tunelului de bază Gotthard, acesta ar avea 75 km, păstrându-și astfel titlul de cel mai lung tunel.
Dinspre München tunelul va fi accesat prin intermediul tronsonului Grafing–Rosenheim–Kufstein de 165 km. Nu s-a încercat construcția unei rute mai directe de la München spre Innsbruck, de exemplu via Garmisch-Partenkirchen, Mittenwald și Seefeld, chiar dacă ar fi scurtat linia München-Innsbruck până la 129 km.

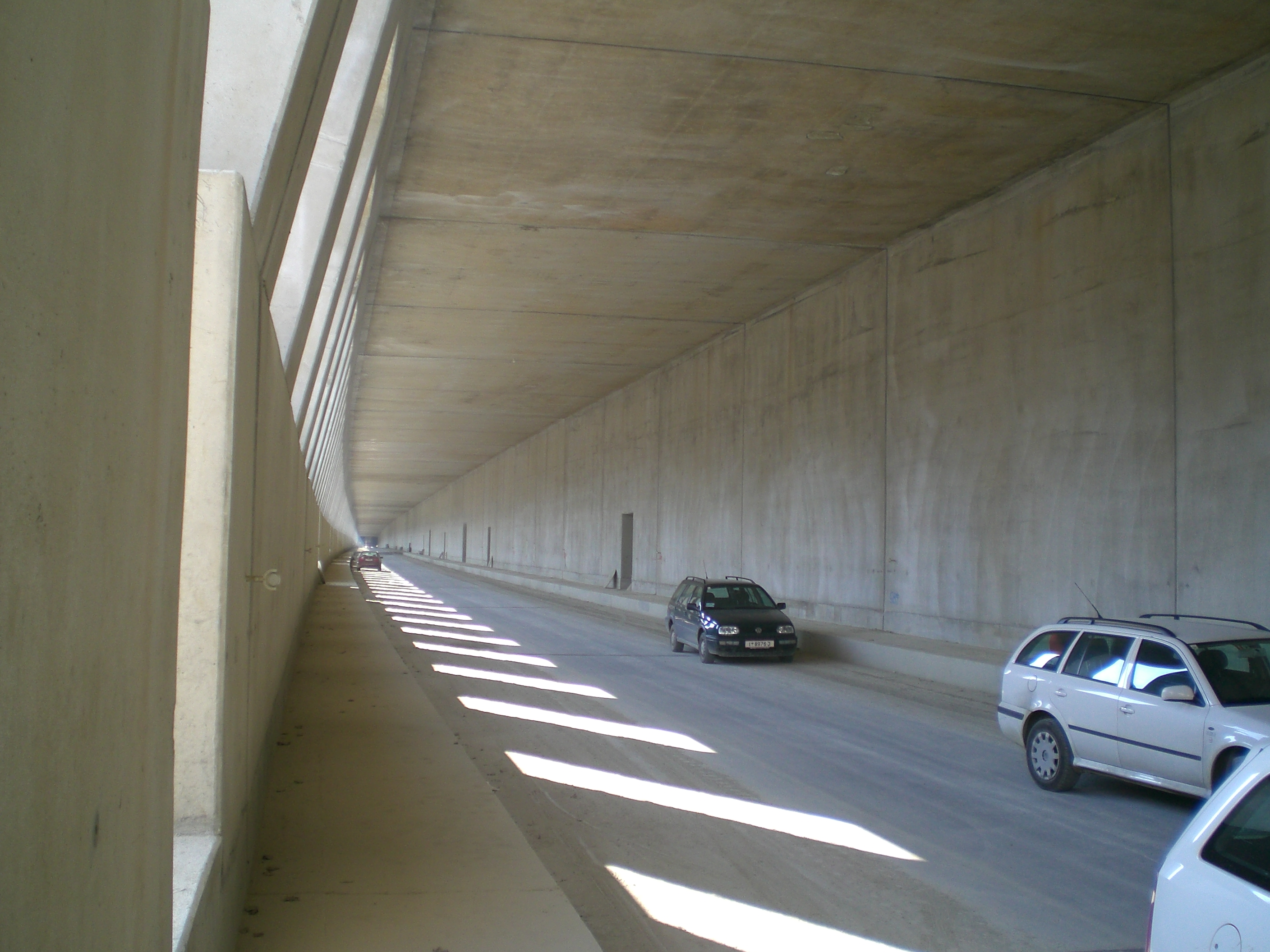
Carcasă de beton pentru calea ferată nouă a râului Inn de Jos la darea în folosință în 2007

O nouă linie dublă de mare viteză completează în Austria calea ferată a văii râului Inn de Jos între Wörgl și Baumkirchen. Aproximativ 32 km din totalul de 40 km ai acesteia sunt construiți sub pământ, în canale sau adăposturi contra avalanșelor. Atenuarea zgomotului și vibrațiilor a fost realizată cu ajutorul a 80.000 m² de elastomer. Superstructura segmentului de cale ferată aparține clasei de încărcare E5. Este capabilă să susțină 260-300 de trenuri pe zi. Această secțiune a fost dată în exploatare la 9 decembrie 2012. Există planuri pentru extinderea liniei până la granița germană, la Brannenburg. În prezent nu există vreun angajament ferm de a moderniza linia dublă de cale ferată de la Grafing spre Brannenburg.

### Accesul sudic
Tronsonul de acces sudic va avea 189 km și se va întinde de la portalul sudic al tunelului Franzensfeste/Fortezza până la Verona. Pentru unele secțiuni deja au fost realizate planurile.
Guvernul italian a alocat 6 miliarde de euro pentru construcția întregii linii de acces. Criticii consideră că estimarea este prea optimistă și că proiectul va eșua din cauza costurilor înalte.

## Istorie
Tunelul Brenner este cea mai importantă verigă din axa Berlin-Palermo, o serie de proiecte care vor crea o linie de cale ferată continuă de la Berlin în Germania până în Palermo, Sicilia.

### Calendarul lucrărilor
În timpul planificărilor preliminare, BBT SE (Brenner Base Tunnel Societas Europae) a prezentat un raport interimar de activitate la o întrunire petrecută la Bruxelles, în iunie 2005. În urma acestei adunări concluziile erau că proiectul putea fi finalizat, iar tunelul-pilot să fie început în 2006. Obiectivul era ca tunelul să fie deschis în 2015.
Într-un memorandum semnat de miniștrii de transport ai Italiei și Austriei în 2007 era specificat calendarul lucrărilor de construcție cu termenul limită stabilit pentru anul 2022.
Deja în mai 2009 data finalizării tunelului a fost schimbată la 31 decembrie 2025.

### Finanțare
În decembrie 2008 comisarul european pentru transport, Antonio Tajani, a aprobat fonduri în valoare de 1,7 miliarde de dolari pentru finanțarea a 11 proiecte de cale ferată, care împreună ar constitui două rute majore de-a lungul continentului.
În mai 2009 s-a confirmat că proiectul poate în sfârșit să demareze.
Conform estimării finale proiectul va costa 6 miliarde de euro (la valoarea monedei în 2006).

### Lucrările de construcție
În vara anului 2006 s-a început lucrul asupra unui tunel-pilot amplasat de-a lungul viitorului tunel, care va fi folosit pentru evacuarea apei și deșeurilor pe parcursul fazei principale de construcție. Cheltuielile pentru construcția acestuia între 2006 și 2009 au fost estimate la 430 milioane de euro, 50% fiind acoperite de Uniunea Europeană.

## Design
Proiectul final constă din două tunele lungi de 55 km. Un tunel adițional aflat la 12 m sub dânsele va fi folosit în timpul construcției pentru a determina condițiile geologice, iar mai târziu pentru drenare și acces de urgență. Tunelurile principale vor fi conectate printr-un pasaj la fiecare 333 m. Vor fi amplasate stații multifuncționale la Trens (în Freienfeld), Steinbach am Brenner, și în apropierea capătului nordic al tunelului pentru a furniza servicii de urgență și operaționale. Sistemul European de Control al Trenurilor (ETCS) de nivelul 2 va fi instalat pentru controlul trenurilor.

## Specificații[13]
- Lungimea totală a tunelului de la linia de ocolire Innsbruck până la Fortezza/Franzensfeste: 64 km
- Lungimea de la portalul Innsbruck până la portalul Fortezza/Franzensfeste: 55 km
- Diametrul intern al fiecărei galerii principale: 8,1 m
- Distanța dintre pasajele de trecere între tuneluri: 333 m
- Elevația la cel mai înalt punct: 794 m
- Adâncimea maximă (față de suprafață): 1.600 m[14]
- Începutul construcției: 1999 (pregătiri), 2007 (secțiunea de explorare), 2011 (tunelul principal)
- Sfârșitul construcției: 2025
- Costul total: 8,585 miliarde euro (11,485 miliarde dolari la cursul din februarie 2013)
- Trenuri pe zi: 200-250
- Sistem de electrificare: 25kV 50 Hz AC
- Sistem de control și comandă: ETCS, nivelul 2
- Viteza de operare: max. 250 km/h pentru trenurile de pasageri, 120 km/h pentru marfare